# Freezer (Dragon Ball)
Freezer (フリーザ Furīza?) es un personaje ficticio creado por Akira Toriyama y uno de los villanos más destacados de la serie de manga y anime Dragon Ball, introducido en la serie en el capítulo 247 del manga. Proveniente de una raza extraterrestre muy fuerte, puede transformarse en varias formas para esconder su poder de combate y darle uso en situaciones de riesgo. Otra de sus características es que puede permanecer en el espacio exterior, ya que su organismo no requiere oxígeno. Su nombre proviene del vocablo inglés Freezer (フリーザー Furīzā?, congelador).
Fue el primer gran enemigo de Son Goku en su etapa adulta, seguido de Cell y Majin Boo. Freezer es ampliamente considerado el antagonista más emblemático de la serie debido a servir efectivamente como el catalizador de muchos de los acontecimientos descritos en la historia, como la llegada de Goku a la Tierra, el que los Saiyajin aterrizaran en el mismo planeta, y, posteriormente, el que los personajes principales vayan al planeta Namek. También es el responsable directo de la muerte del Rey Vegeta (padre de Vegeta) y Bardock (padre de Goku y Raditz), el genocidio de la raza Saiyajin y los nameks, y la segunda muerte de Krilin.

## Recepción
Freezer fue mencionado como uno de los «personajes más queridos» en un artículo de GamePro. El casting y la dirección de sus actores de doblaje en inglés ha sido criticado durante los años. Ramsey Isler, de IGN, dijo que su aspecto ambiguo y la voz de una "mujer vieja" causa confusiones sobre su género entre los fanes. El 9 de diciembre de 1999, The Ledger lo mencionó como una de las razones por las que Dragon Ball Z es considerada como un programa demasiado violento para los niños, diciendo que "en un episodio reciente, gotas de sudor se formaron en la frente del personaje llamado Vegeta, ya que es estrangulado hasta la muerte por un enemigo llamado Freezer. En otro, Freezer usa los cuernos de su cabeza para empalar a uno de los buenos llamado Krillin a través de su pecho." Su tercera transformación también tuvo críticas, al ser «un gigante andrógino plateado que se parece una mezcla entre el monstruo de Alien y Mr. Freeze».